# Anemone quinquefolia
Anemone quinquefolia és una anemone que floreix a principis de primavera. Pertany al gènere Anemone, dins la família Ranunculaceae i és nadiua de Nord-amèrica.

## Descripció
És una planta herbàcia perenne, que assoleix uns 10-30 cm d'alçada a principis de primavera. A la meitat de l'estiu desapareix la part aèria però segueix creixent sota terra gràcies a les arrels tipus rizomes. Els rizomes li permeten expandir-se ràpidament pels sòls dels boscos on cobreixen extenses àrees a manera de catifa.
Les flors fan d'1-2.5 cm de diàmetre, amb cinc (ocasionalment quatre, o de sis a nou) segments semblants a pètals (en realitat són tèpals). Les flors són blanques, típicament amb pinzellades rosades.